# Okręg wyborczy Darlington
Okręg wyborczy Darlington powstał w 1868 r. i wysyła do brytyjskiej Izby Gmin jednego deputowanego. Okręg obejmuje miasto Darlington w hrabstwie Durham.

## Deputowani do brytyjskiej Izby Gmin z okręgu Darlington
- 1868–1880: Edmund Backhouse, Partia Liberalna
- 1880–1895: Theodore Fry, Partia Liberalna
- 1895–1898: Arthur Pease
- 1898–1910: Herbert Pease, Liberalni Unioniści
- 1910–1910: Ignaz Trebitsch-Lincoln, Partia Liberalna
- 1910–1923: Herbert Pease, Partia Konserwatywna
- 1923–1926: William Edwin Pease, Partia Konserwatywna
- 1926–1931: Arthur Lewis Shepherd, Partia Pracy
- 1931–1945: Charles Peat, Partia Konserwatywna
- 1945–1951: David Hardman, Partia Pracy
- 1951–1959: Fergus Graham, Partia Konserwatywna
- 1959–1964: Anthony Bourne-Arton, Partia Konserwatywna
- 1964–1983: Edward Fletcher, Partia Pracy
- 1983–1983: Oswald  O’Brien, Partia Pracy
- 1983–1992: Michael Fallon, Partia Konserwatywna
- 1992–2010: Alan Milburn, Partia Pracy
- 2010–2019: Jenny Chapman(inne języki), Partia Pracy
- 2019–2024: Peter Gibson(inne języki), Partia Konserwatywna
- od 2024: Lola McEvoy(inne języki), Partia Pracy

## Źródła
- MPs representing Darlington (1983–1997). www.parliament.uk. [dostęp 2025-03-06]. (ang.).
- MPs representing Darlington (1997–2010). www.parliament.uk. [dostęp 2025-03-06]. (ang.).
- MPs representing Darlington (2010–2024). www.parliament.uk. [dostęp 2025-03-06]. (ang.).
- MPs representing Darlington (2024–). www.parliament.uk. [dostęp 2025-03-06]. (ang.).